# Ranunculus ambigens
Ranunculus ambigens ist eine Pflanzenart aus der Familie der Hahnenfußgewächse.

## Beschreibung
Die Stängel sind aufrecht oder aufsteigend, wurzeln an den unteren Knoten und sind unbehaart oder schwach rauhaarig. Die Wurzeln sind an der Basis nicht verdickt. Die Blattspreite der unteren Stängelblätter ist 5,9 bis 12,2 × 1,1 bis 2,4 Zentimeter groß und lanzettlich. Der Blattgrund ist abgerundet-stumpf bis zugespitzt, der Blattrand ist gezähnt und das Blattende ist zugespitzt. Die Hochblätter sind linealisch ober lanzettlich. Der Blütenboden ist unbehaart. Die 5 Kelchblätter sind 3 bis 5 × 2 bis 3 Millimeter groß, unbehaart und ausgebreitet oder manchmal an der Basis zurückgebogen. Die 5 Kronblätter sind 5 bis 8 × 2 bis 3 Millimeter groß. Die Nektardrüsen sind unbehaart. Der Kopf der Achänen ist 5 bis 7 × 4 bis 8 Millimeter groß und kurz-eiförmig bis zusammengedrückt-kugelförmig. Die Achänen sind 1,8 × 1,2 bis 1,4 Millimeter groß und unbehaart. Der Schnabel ist 0,6 bis 1,2 Millimeter lang, lanzettlich und gerade.
Die Art blüht von Mai bis August.

## Vorkommen
Die Art kommt im östlichen Nordamerika vor. Das Verbreitungsgebiet von Ranunculus ambigens umfasst den Süden von Maine, New Hambshire, New York und Michigan, Massachusetts, Rhode Island, Connecticut, New Jersey, Delaware, Maryland, Washington D.C., Pennsylvania, Ohio, Indiana, Illinois, Kentucky, West-Virginia, Virginia, Tennessee und den Norden von North Carolina, Alabama und Georgia. Ein disjunktes Vorkommen besteht im Südosten von Louisiana.
Die Art wächst an Gräben, Bächen, Seen und in Sümpfen in Höhenlagen von 0 bis 700 Meter.

## Systematik
Ranunculus ambigens wurde 1878 von Sereno Watson erstbeschrieben.

## Belege
- Alan T. Whittemore: Ranunculus ambigens. In: Flora of North America. Vol. 3. online